# 松達加爾縣
松達加爾縣是印度的一個縣，位於該國東部，由奧里薩邦負責管轄，面積9,712平方公里，每年平均降雨量1,657毫米，識字率為65.22%，2001年人口1,830,673，人口密度每平方公里188人。

## 外部連結
- wikimapia coord （页面存档备份，存于）
- 官方网站